# Serra de les Mules
La Serra de les Mules és una serra situada al municip de Vallgorguina, a la comarca del Vallès Oriental, amb una elevació màxima de 444 metres.